# Hegermila
Hegermila is een geslacht van schimmels uit de familie Hyaloscyphaceae. De typesoort is Hegermila andina.

## Soorten
Volgens Index Fungorum telt het geslacht vier soorten (peildatum februari 2022): 
| Soortnaam             | Auteur(s)     | Publicatiejaar |
| --------------------- | ------------- | -------------- |
| Hegermila andina      | (Pat.) Raitv. | 1995           |
| Hegermila crassispora | Raitv. & Järv | 1995           |
| Hegermila octopartita | Raitv. & Järv | 1995           |
| Hegermila vermispora  | Raitv. & Järv | 1995           |